# Mislata
Mislata ist eine Gemeinde in der spanischen Provinz Valencia. Sie grenzt im Westen an die Stadt València und Quart de Poblet und im Süden an Xirivella. In den letzten Jahrzehnten hat sich die Stadt von einem Dorf in der Region Horta der Valencianischen Gemeinschaft zum am dichtesten besiedelten Gemeinden Spaniens und zu einem der am dichtesten besiedelten in Europa entwickelt, mit über 40.000 Einwohnern verteilt auf 2,1 km².
Dieses Wachstum wurde durch eine bessere Verkehrsanbindung begünstigt, u. a. durch die Eröffnung von zwei Stationen der Metro Valencia am 20. Mai 1999 in der Stadt, die eine direkte Verbindung zum Hauptbahnhof und zum Haupteinkaufsbereich in der Carrer de Colón bieten. Weitere Erweiterungen in Richtung Westen zum Flughafen València und den Städten Quart de Poblet und Manises wurden 2007 fertiggestellt.
In Mislata war bis zum Jahr 2004 der in der spanischen ersten Liga spielende Handballverein Club Balonmano Amadeo Tortajada angesiedelt.